# Carl Degelow
Carl Degelow (5 de Janeiro de 1891 – 9 de Novembro de 1970) foi um piloto alemão durante a Primeira Guerra Mundial. Abateu 30 aeronaves inimigas, o que fez dele um ás da aviação. Foi a última pessoa a ser condecorada com a medalha Pour le Mérite. Na Segunda Guerra Mundial foi um Major da Luftwaffe.